# 딩동댕 딩동댕
딩동댕 딩동댕은 1981년 2월 3일부터 2018년 8월 24일까지 방송되었다가 2019년 11월 11일부터 2020년 2월 14일까지 방송되었으며 2020년 5월 4일부터 2022년 4월 29일까지 방송되었다가 2022년 5월 2일부터 방송중인 EBS 1TV 어린이 프로그램이다.

## 개요
방송 초기부터 <텔레비전 유치원>이라는 이름으로 시작했다.

## 연혁
- 1981년 2월 3일 : 유아교육으로 방송 개시
- 1982년 5월 31일 : 프로그램명이 명칭인 텔레비전 유치원으로 변경되었다.
- 1984년 12월 25일 : 프로그램명이 명칭인 텔레비전 유치원으로 변경되었다.
- 1984년 12월 26일 : 프로그램명이 명칭인 TV유치원으로 변경되었다.
- 1984년 12월 27일 : 프로그램명이 명칭인 텔레비전 유치원으로 환원되었다.
- 1984년 12월 31일 : 프로그램명이 명칭인 TV 유치원으로 변경되었다.
- 1985년 1월 7일 : 프로그램명이 명칭인 텔레비전 유치원으로 환원변경되었다.
- 1985년 2월 11일 : 프로그램명이 명칭인 TV유치원으로 변경되었다.
- 1987년 3월 2일 : 프로그램명이 명칭인 텔레비전 유치원으로 환원되었다.
- 1987년 5월 4일 : 프로그램명이 명칭인 TV유치원으로 환원되었다.
- 1989년 3월 1일 : 프로그램명이 현재의 명칭인 딩동댕 유치원으로 변경되었다.
- 1990년 12월 27일 : (구) EBS의 개국으로 인하여,(구) KBS 3TV는 폐지되었고,(구) EBS TV (현. EBS 1TV)로 옮겨졌다.
- 2000년 2월 19일 : 방영 횟수가 5000회를 돌파
- 2000년 10월 7일 : 모여라 딩동댕이 신설
- 2017년 2월 8일 : 방영 횟수가 8000회를 돌파
- 2018년 8월 24일 : 딩동댕유치원 종영
- 2020년 5월 4일 : 딩동댕유치원 방송 재개
- 2022년 5월 2일 : 어린이날 100주년을 맞아 딩동댕유치원 방송 재개
- 2025년 3월 24일 : 프로그램명이 현재의 명칭인 딩동댕 딩동댕으로 변경되었다.

## 요일별 코너

### 월요일
- 다다샘과 우다다다 (2022년 5월 2일 ~ 2022년 8월 26일)
- 리듬을 느껴봐 (2022년 8월 29일 ~ 2022년 11월 11일)
- 말이야? 말이야! (2022년 11월 14일 ~ 2023년 8월 21일)
- 딩동댕쇼 (2023년 8월 28일 ~ 2023년 9월 26일)(2023년 9월 18일부터 월요일, 화요일 코너로 방송)
- 어때? 내가 바꾼 이야기 (2023년 10월 2일 ~ 2024년 2월 19일)
- 딩동댕쇼 (2024년 2월 26일 ~ 2024년 8월 19일)(2024년 2월 26일부터 방송 재개)(2024년 8월 28일부터 수요일 코너로 방송)
- 볼록 탐정과 댕슨 (2024년 8월 26일 ~ 2025년 2월 17일)(2024년 8월 26일부터 방송 재개)

### 화요일
- 이야기 속으로 딩동 (2022년 5월 2일 ~ 2023년 3월 28일)
- 볼록 탐정과 댕슨 (2023년 4월 4일 ~ 2023년 8월 22일)
- 다빈치 룸의 반짝이는 예술가들 (2023년 8월 29일 ~ 2023년 9월 12일)
- 나도! 그릴래, 그릴래 (2023년 10월 3일 ~ 2024년 2월 20일)(2024년 3월 1일부터 금요일 코너로 재방송)
- 와우, 이렇게 반짝일 수가! (2024년 2월 27일 ~ 2024년 8월 20일)
- 동화책 특별편 (2024년 8월 27일 ~ 2024년 9월 10일)
- 와우! 떠오른다, 시! (2024년 9월 17일 ~ 2025년 2월 18일)

### 수요일
- 댕구랑 요리조리 (2022년 5월 2일 ~ 2022년 8월 26일)
- 딩동, 고민 있어요 (2022년 8월 29일 ~ 2023년 3월 29일)
- 꾸니꾸니의 옛날 옛적에 (2023년 4월 5일 ~ 2023년 4월 26일)
- 샤샤와 들썩들썩 노래해♬ (2023년 5월 3일 ~ 2023년 8월 23일)
- 다다샘과 우다다다 (2023년 8월 30일 ~ 2024년 9월 28일)(2023년 8월 30일부터 수요일, 목요일 코너로 재방송)
- 아하! 몰랐는데, 알았어! (2023년 10월 4일 ~ 2024년 2월 21일)
- 에그박사와 지구별 자연 탐험대 (2024년 2월 28일 ~ 2024년 5월 29일)
- 샤샤와 들썩들썩 노래해♬ (2024년 6월 5일 ~ 2024년 8월 21일)(2024년 6월 5일부터 방송 재개)
- 딩동댕쇼 (2024년 8월 28일 ~ 2024년 9월 11일)
- 여섯살의 도전 (2024년 9월 18일 ~ 2025년 2월 19일)

### 목요일
- 돈도니의 꿀꿀 경제 (2022년 5월 2일 ~ 2023년 2월 23일)
- 마음이 송송해? (2023년 5월 4일 ~ 2023년 8월 24일)
- 움직일래, 지금! (2023년 10월 5일 ~ 2024년 2월 22일) (2024년 2월 29일 ~ 2024년 6월 27일 재방송)
- 아하! 몰랐는데, 알았어! (2024년 7월 4일 ~ 2024년 8월 15일) (목요일 코너로 재방송)
- 와우, 이렇게 반짝일 수가! (2024년 8월 29일 ~ 2024년 10월 17일) (목요일 코너로 재방송)
- 딩동댕쇼 (2024년 10월 24일 ~ 2025년 2월 20일) (목요일 코너로 재방송)

### 금요일
- 딩동댕 자연 놀이터 (2022년 5월 2일 ~ 2022년 8월 26일)
- 말이야? 말이야! (2022년 8월 29일 ~ 2022년 11월 11일) (2022년 11월 14일부터 월요일 코너로 이동)
- 꾸니꾸니의 옛날 옛적에 (2022년 11월 25일 ~ 2023년 3월 31일) (2023년 4월 5일부터 수요일 코너로 이동)
- 다빈치 룸의 반짝이는 예술가들 (2023년 5월 5일 ~ 2023년 8월 25일) (2023년 8월 29일부터 화요일 코너로 이동)
- 동화책 특별편&스페셜 에피소드 (2023년 9월 1일 ~ 2024년 9월 29일) (금요일 코너로 재방송)
- 읽어볼까? 그림책! (2023년 10월 6일 ~ 2024년 2월 23일)
- 나도! 그릴래, 그릴래 (2024년 3월 1일 ~ 2024년 6월 28일) (금요일 코너로 재방송)
- 읽어볼까? 그림책! (2024년 7월 5일 ~ 2024년 8월 23일) (재방송)
- 에그박사와 지구별 자연 탐험대 (2024년 8월 30일 ~ 2024년 11월 29일) (금요일 코너로 재방송)
- 샤샤와 들썩들썩 노래해♬ (2024년 12월 6일 ~ 2025년 2월 21일) (금요일 코너로 재방송)

## 방송 시간
| 방송 채널 | 방송 기간                           | 방송 시간                              | 방송 분량 |
| --------- | ----------------------------------- | -------------------------------------- | --------- |
| KBS 3TV   | 1981년 2월 3일 ~ 1987년 2월 26일    | 매주 월요일 ~ 목요일 오후 5:30 ~ 5:50  | 20분      |
| KBS 3TV   | 1987년 3월 2일 ~ 1987년 5월 5일     | 매주 월요일 ~ 화요일 오후 5:30 ~ 5:45  | 15분      |
| KBS 3TV   | 1987년 5월 11일 ~ 1987년 5월 12일   | 매주 월요일 ~ 화요일 오후 4:30 ~ 4:45  | 15분      |
| KBS 3TV   | 1987년 6월 1일 ~ 1989년 2월 21일    | 매주 월요일 ~ 화요일 오후 4:30 ~ 4:45  | 15분      |
| KBS 3TV   | 1990년 3월 5일 ~ 1990년 12월 18일   | 매주 월요일 ~ 화요일 오후 4:30 ~ 4:45  | 15분      |
| KBS 3TV   | 1987년 5월 18일 ~ 1987년 5월 19일   | 매주 월요일 ~ 화요일 오후 4:00 ~ 4:15  | 15분      |
| KBS 3TV   | 1989년 3월 1일 ~ 1990년 2월 28일    | 매주 수요일 ~ 금요일 오후 4:30 ~ 4:45  | 15분      |
| KBS 3TV   | 1990년 12월 24일 ~ 1990년 12월 26일 | 매주 월요일 ~ 수요일 오후 4:30 ~ 4:45  | 15분      |
| EBS 1TV   | 1990년 12월 31일 ~ 1991년 8월 27일  | 매주 월요일 ~ 화요일 오후 4:30 ~ 4:45  | 15분      |
| EBS 1TV   | 1991년 9월 2일 ~ 1992년 2월 28일    | 매주 평일 오후 4:30 ~ 4:45             | 15분      |
| EBS 1TV   | 1992년 3월 2일 ~ 1993년 2월 26일    | 매주 평일 오후 4:30 ~ 4:50             | 20분      |
| EBS 1TV   | 1993년 3월 1일 ~ 1997년 3월 1일     | 매주 월요일 ~ 토요일 오후 4:30 ~ 4:50  | 20분      |
| EBS 1TV   | 1997년 3월 3일 ~ 1998년 2월 28일    | 매주 월요일 ~ 토요일 오전 9:35 ~ 9:55  | 20분      |
| EBS 1TV   | 1998년 3월 2일 ~ 1998년 8월 29일    | 매주 월요일 ~ 토요일 오전 9:30 ~ 9:50  | 20분      |
| EBS 1TV   | 1998년 8월 31일 ~ 1999년 2월 27일   | 매주 월요일 ~ 토요일 오전 9:40 ~ 10:00 | 20분      |
| EBS 1TV   | 1999년 3월 1일 ~ 2000년 9월 30일    | 매주 월요일 ~ 토요일 오전 8:10 ~ 8:30  | 20분      |
| EBS 1TV   | 2000년 10월 2일 ~ 2004년 2월 27일   | 매주 평일 오전 8:10 ~ 8:30             | 20분      |
| EBS 1TV   | 2005년 2월 28일 ~ 2006년 8월 25일   | 매주 평일 오전 8:10 ~ 8:30             | 20분      |
| EBS 1TV   | 2004년 3월 1일 ~ 2004년 8월 27일    | 매주 평일 오전 8:25 ~ 8:45             | 20분      |
| EBS 1TV   | 2004년 8월 30일 ~ 2005년 2월 25일   | 매주 평일 오전 8:25 ~ 8:45             | 20분      |
| EBS 1TV   | 2004년 8월 30일 ~ 2004년 9월 3일    | 매주 평일 오전 8:45 ~ 8:55             | 10분      |
| EBS 1TV   | 2006년 8월 28일 ~ 2007년 2월 23일   | 매주 평일 오전 7:55 ~ 8:15             | 20분      |
| EBS 1TV   | 2007년 2월 26일 ~ 2007년 8월 31일   | 매주 평일 오전 7:50 ~ 8:10             | 20분      |
| EBS 1TV   | 2007년 9월 3일 ~ 2008년 2월 29일    | 매주 평일 오전 8:00 ~ 8:30             | 30분      |
| EBS 1TV   | 2017년 2월 27일 ~ 2018년 8월 24일   | 매주 평일 오전 8:00 ~ 8:30             | 30분      |
| EBS 1TV   | 2019년 11월 11일 ~ 2020년 2월 7일   | 매주 평일 오전 8:00 ~ 8:30             | 30분      |
| EBS 1TV   | 2020년 5월 4일 ~ 2022년 2월 25일    | 매주 평일 오전 8:00 ~ 8:30             | 30분      |
| EBS 1TV   | 2008년 3월 3일 ~ 2012년 2월 24일    | 매주 평일 오전 8:00 ~ 8:20             | 20분      |
| EBS 1TV   | 2022년 2월 28일 ~ 2025년 2월 21일   | 매주 평일 오전 8:00 ~ 8:20             | 20분      |
| EBS 1TV   | 2012년 2월 27일 ~ 2013년 2월 28일   | 매주 월요일 ~ 목요일 오전 8:00 ~ 8:30  | 30분      |
| EBS 1TV   | 2016년 10월 17일 ~ 2017년 2월 23일  | 매주 월요일 ~ 목요일 오전 8:00 ~ 8:30  | 30분      |
| EBS 1TV   | 2013년 3월 4일 ~ 2014년 2월 27일    | 매주 월요일 ~ 목요일 오전 8:00 ~ 8:20  | 20분      |
| EBS 1TV   | 2014년 3월 3일 ~ 2015년 8월 27일    | 매주 월요일 ~ 목요일 오전 8:00 ~ 8:35  | 35분      |
| EBS 1TV   | 2015년 8월 31일 ~ 2016년 10월 13일  | 매주 월요일 ~ 목요일 오전 8:00 ~ 8:45  | 45분      |
| EBS 1TV   | 2025년 3월 24일 ~ 현재              | 매주 월요일 ~ 목요일 오전 8:00 ~ 8:50  | 50분      |

## 주요 마스코트
백현 (영문: 벤), 아름 (영문: 에이미), 모찌엘 , 모양몬 (영문 : 파피), 평학 (영문: 제빈)

## 등장인물
- 댕구 (영문: 에디)

한 때 전 주인에게 버려진 유기견으로 현재 딩동댕 유치원에서 친구들과 함께 생활하는 중이다.
- 딩동샘

딩동댕 유치원의 원장 선생님.
- 마리 (영문: 퀴니)

다문화가정에 속한 명랑발랄한 혼혈 소녀. 참고로 마리 어머니는 멕시코 출신이다.
- 하리 (영문: 로지)

하늘이의 쌍둥이 여동생. 태권도를 좋아한다.
- 하늘 (영문: 제비온)

하리의 쌍둥이 오빠. 이동할 때 늘 휠체어와 함께하는 지체장애인이다. 운동을 좋아한다.
- 조아 (영문: 재커리)

조손가정에 속한 소년으로 할아버지와 단둘이 산다. 다정다감한 성격을 지녔으며, 문학을 좋아한다.
- 다다샘

아이들에게 태권 체조를 알려주는 태권도 선생님이다.
- 돈도니 (영문: 대니)
- 이야기꾼 꾸니꾸니
- 다다다 친구들
- 숲 친구들
- 달라 몬스터: 2022년 8월 29일부터 등장
  - 삼삼 (영문: 트라비스)
  - 모모 (영문: 사이먼)
  - 동글 (영문: 웬다)
  - 몽글 (영문: 루나)
- 샤샤(레이디 샤이니 딩동딩동 드 샤샤캣): 2023년 5월 1일부터 등장

한 때 서커스 단원였으나, 코로나19로 실직자가 된 고양이. 현재 딩동댕 유치원에서 친구들과 함께 생활 중. 다시 뮤지컬 스타가 되는 게 꿈이다.
- 송송(영문: 비네리아): 2023년 5월 4일부터 등장
- 별이(영문: 야미네): 2023년 8월 18일부터 등장

자폐증(고기능 자폐증)을 지닌 아이로, 현재 딩동댕 유치원의 원생이다. 자동차 이름을 잘 외운다고 한다.
- 그린다샘: 2023년 10월 3일부터 등장
- 폴짝샘 (Frank): 2023년 10월 5일부터 등장
- 에그박사: 2024년 2월 28일부터 등장
- 시샘 (영문: 니콜): 2024년 9월 17일부터 등장
- 동동 (영문: 가놀드): 2024년 9월 17일부터 등장
- 새봄 (영문: 아이리스): 2024년 9월 18일부터 등장
- 유비 (영문: 핑키): 2024년 9월 18일부터 등장

## 출연자

### 딩동댕 마을
- 이선 (성우) - 딩동샘
- 나태주 (트로트 가수) - 다다샘
- 정가열 (방송인) - 이야기꾼 꾸니꾸니
- 나리 (미술작가) - 그린다샘
- 박찬양 (뮤지컬 배우) - 폴짝샘
- 류지아 (성우) → 장희라 (성우) - 하리, 몽글
- 김예령 (성우) - 하늘, 별이, 모모
- 이상준 (성우) - 조아, 송송, 돈도니, 삼삼
- 장경희 (성우) - 마리, 동글
- 김필수 (개그맨) - 댕구
- 이서은 (성우) - 샤샤
- 에그박사 (유튜브 크리에이터) - 에그박사
- 나민애 (문학 교수) - 시샘
- 이노엘 (아역배우) - 동동
- 이규민 (아역배우) - 유비
- 김채민 (아역배우) - 새봄
- 구혜리 (연극배우)
- 김원구 (개그맨)
- 김서희 (연극배우)
- 이시후 (연극배우)
- 채효진 (연극배우)
- 정해철 (연극배우)
- 유혁상 (연극배우)

### 역대 출연자
- 문종호 (배우)
- 강주은 (배우)
- 크로키키 브라더스 (공연예술가)
- 김아윤 (배우)
- 레아 (리브 하이)
- 진욱 (가수 겸 배우)
- 이연경 (배우)
- 임진웅 (가수 겸 배우)
- 김종석 (개그맨, 서정대학교 교수)
- 이성미 (개그우먼)
- 이상미 (가수)
- 정인선 (배우)

### 역대 또또리숲과 요정 친구들
- 김필수 (개그맨)
- 김사랑 (배우)
- 권지애
- 천지선
- 정해철 (연극배우)

## 결방 사유
1983년
- 1월 3일 : 세익스피어명작선 - 베니스의 상인으로 인한 결방

1984년
- 1월 2일 : 신춘대국 - 9단전으로 인한 결방

1985년
- 1월 1일 : 85 19 얄개 만세로 인한 결방
- 1월 2일 : 고고 영어특집으로 인한 결방
- 1월 3일 : 중학영어로 인한 결방

1986년
- 1월 1일 : 특집 얄개들의 명사초대로 인한 결방

1987년
- 1월 1일 : 뮤지컬 양반전으로 인한 결방

1989년
- 1월 2일 : 문화특집 - 독서와 출판 문화로 인한 결방

1990년
- 1월 1일 : 실황녹화 국화오페라단 - 휘가론의 결혼으로 인한 결방
- 1월 2일 : 실황녹화 국화오페라단 - 처용으로 인한 결방

## 타이틀 변천사
| 역대 (대수) | 제목            | 방송 기간                         |
| ----------- | --------------- | --------------------------------- |
| 1대         | 유아교육        | 1981년 2월 3일 ~ 1982년 5월 28일  |
| 2대         | 텔레비전 유치원 | 1982년 5월 31일 ~ 1985년 3월 21일 |
| 3대         | 텔레비전 유치원 | 1984년 12월 25일                  |
| 4대         | TV 유치원       | 1984년 12월 26일                  |
| 5대         | 텔레비전 유치원 | 1984년 12월 27일                  |
| 6대         | TV 유치원       | 1984년 12월 31일                  |
| 7대         | 텔레비전 유치원 | 1985년 1월 7일 ~ 1985년 2월 7일   |
| 8대         | TV유치원        | 1985년 2월 11일 ~ 1987년 2월 26일 |
| 9대         | 텔레비전 유치원 | 1987년 3월 2일 ~ 1987년 5월 5일   |
| 10대        | TV유치원        | 1987년 5월 11일 ~ 1989년 2월 28일 |
| 11대        | 딩동댕 유치원   | 1989년 3월 1일 ~ 2018년 8월 24일  |
| 11대        | 딩동댕 유치원   | 2019년 11월 11일 ~ 2020년 2월 7일 |
| 11대        | 딩동댕 유치원   | 2020년 5월 4일 ~ 2025년 2월 21일  |
| 12대        | 딩동댕 딩동댕   | 2025년 3월 24일 ~ 현재            |

## 같이 보기
- 모여라 딩동댕